# Стара Варка
Стара Варка (пол. Stara Warka) — село в Польщі, у гміні Варка Груєцького повіту Мазовецького воєводства.
Населення — 313 осіб (2011).
У 1975-1998 роках село належало до Радомського воєводства.

## Демографія
Демографічна структура станом на 31 березня 2011 року:
|          | Загалом | Допрацездатний вік | Працездатний вік | Постпрацездатний вік |
| -------- | ------- | ------------------ | ---------------- | -------------------- |
| Чоловіки | 165     | 38                 | 105              | 22                   |
| Жінки    | 148     | 27                 | 87               | 34                   |
| Разом    | 313     | 65                 | 192              | 56                   |